# Leo Commu
Leonardus Willem "Leo" Commu (Hilversum, 27 oktober 1946 – Enschede, 22 mei 1972) was een Nederlands motorcoureur.

## Carrière
Leo Commu, van beroep timmerman, begon in 1966 op motorfietsen te racen. Hij deed dat met adviezen van Martin Mijwaart die samen met Jan Thiel de oprichter was van het merk Jamathi. Leo Commu was kort na het halen van zijn motorrijbewijs dit alweer voor anderhalf jaar kwijtgeraakt vanwege snelheidsovertredingen met een 350 cc Greeves. Mijwaart raadde hem aan zijn energie in motorraces te steken. 
In 1966 racete Leo Commu nog met een 250 cc Ducati, maar Jan Thiel hielp hem met het sneller maken van een 250 cc Suzuki. In 1967 won hij daarmee de 250 cc klasse in Tubbergen, maar in de rest van het seizoen had hij veel tegenslag. In 1968 moest Leo zelf zijn Suzuki in orde houden, want Jan Thiel was inmiddels te druk met het Jamathi-team. Commu eindigde dat jaar als tweede in het Nederlands kampioenschap, achter zijn vriend Rob Bron. Daardoor kreeg hij in 1969 het aanbod om met een 350 cc Yamaha TR 2 voor het Motorpaleis-Riemersma Team te rijden. Hij scoorde in dat jaar zijn eerste WK-punt door tiende te worden in de TT van Assen. Leo deed het liefst nog steeds het meeste zelf aan zijn motorfiets, en bouwde in 1970 samen met Martin Mijwaart in de avonduren een frame voor een 250 cc Yamaha. Tijdens de 350 cc TT van Assen viel hij op de derde plaats liggend uit door een defect veertje in een bougiekap. In Tsjechoslowakije viel hij uit door een defecte versnellingsbak en in Monza zat hij in de kopgroep toen zijn benzinetank scheurde. Daardoor werd zijn achterband nat en viel hij. Ook in de Grand Prix van Spanje viel hij. In de 250 cc klasse werd hij in Tsjechoslowakije zevende, wat hem vier WK-punten opleverde
In 1971 werd hij gesteund door BMW-dealer Hennie van Donkelaar, die hem een Yamaha TR 2 ter beschikking stelde, maar in de 250 cc klasse reed hij met een Yamaha TD 2 met zelfbouw frame en in de 50 cc klasse kreeg hij soms een Jamathi. De Jamathi's kwamen in dat jaar echter duidelijk tekort ten opzichte van de Van Veen-Kreidler en de Derbi. Leo Commu eindigde in het 50 cc WK op de 14e plaats, in het 250 cc WK als 27e.

## Overlijden
De race in Tubbergen op Tweede Pinksterdag 1972 verliepen al tijdens de trainingen rampzalig. Toen raakte Jan Rietdijk ernstig gewond. Vlak voor de start van de races stortte een tribune in waardoor mensen gewond raakten en tijdens de 250 cc race vielen twee doden: een toeschouwer toen Mike Grant in het publiek terechtkwam, en Leo Commu, die samen met Adri van den Broeke bij een valpartij betrokken raakte. Hij overleed op 25-jarige leeftijd in het ziekenhuis van Enschede.